# Zelenská Mlynna

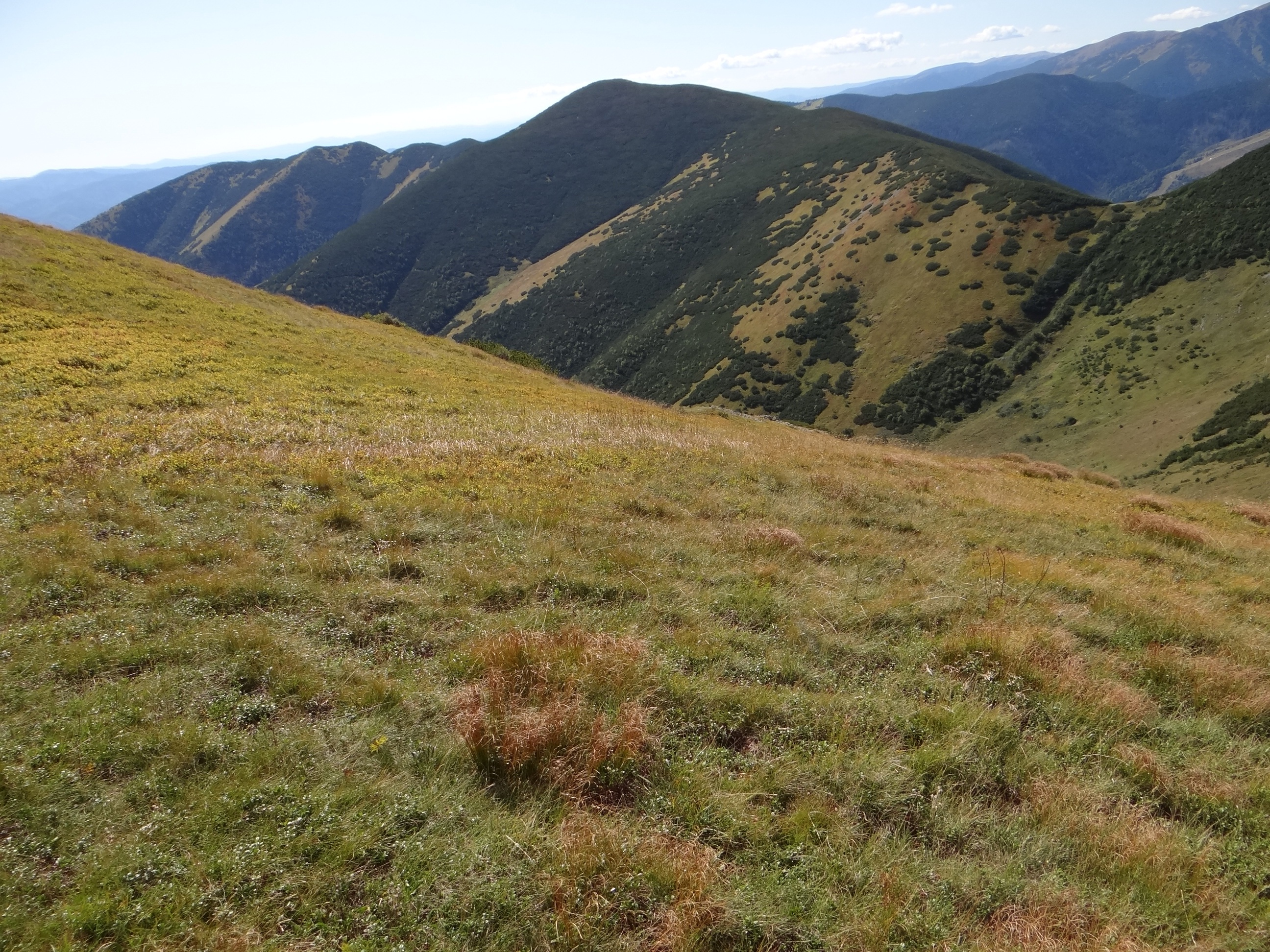
Górna część Zelenskej doliny

Zelenská Mlynná – dolina w Niżnych Tatrach na Słowacji będąca orograficznie prawym odgałęzieniem Mlynnej doliny.
Zelenská Mlynna odgałęzia się od głównego ciągu Mlynnej doliny na wysokości około 1250 m n.p.m. i biegnie w kierunku północnym, górą podchodząc pod główną grań Niżnych Tatr na odcinku od zwornika 1728 m, na którym znajduje się Schronisko Štefánika po bezimienny zwornik w niewielkiej odległości na południowy wschód od Schronisko Štefánika. Odbiega od niego niski grzbiet oddzielający Zelenską dolinę od doliny Pošova Mlynná - drugiego odgałęzienia Mlynnej doliny. Tworzy on lewe zbocza Zelenskej doliny. Zbocza prawe tworzy Veľký Gápeľ.
Pod względem geologicznym Mlynná dolina zbudowana jest ze skał krystalicznych. Dnem doliny spływa prawe odgałęzienie potoku Mlynná. Tylko dolną jej część porasta las. Górna część doliny jest bezleśna. Są to wytworzone przez ludzi hale pasterskie i niewielkie płaty kosodrzewiny. Po zaprzestaniu wypasu zaczynają stopniowo zarastać lasem i kosodrzewiną.

## Turystyka
Dnem doliny prowadzi szlak turystyczny będący jedną z dróg dojściowych do Schroniska Štefánika.
  Mýto pod Ďumbierom – Mlynná dolina – Zelenská Mlynná – Schronisko Štefánika. Odległość 8,1 km, suma podejść 1075 m, czas przejścia 3,15 h (z powrotem 2,15 h)